# Främmertjärnen
Främmertjärnen är en sjö i Östersunds kommun i Jämtland och ingår i Indalsälvens huvudavrinningsområde. Sjön har en area på 0,118 kvadratkilometer och ligger 398 meter över havet. Sjön avvattnas av vattendraget Opeån.

## Delavrinningsområde
Främmertjärnen ingår i det delavrinningsområde (700580-145119) som SMHI kallar för Utloppet av Opesjön. Medelhöjden är 392 meter över havet och ytan är 9,01 kvadratkilometer. Det finns inga avrinningsområden uppströms utan avrinningsområdet är högsta punkten. Opeån som avvattnar avrinningsområdet har biflödesordning 2, vilket innebär att vattnet flödar genom totalt 2 vattendrag innan det når havet efter 252 kilometer. Avrinningsområdet består mestadels av skog (36 procent) och sankmarker (44 procent). Avrinningsområdet har 1,63 kvadratkilometer vattenytor vilket ger det en sjöprocent på 18 procent.